# Paolo Bagni
Paolo Bagni (Rubiera, 28 agosto 1943 – 16 gennaio 2006) è stato un filosofo italiano, esperto di estetica.

## Biografia
Si era laureato nel 1967 in estetica medievale. Ha insegnato all'Università di Bologna Estetica (dal 1972) e Poetica e retorica (dal 1987). È stato presidente dell'Istituto “Antonio Banfi”, ha diretto collane editoriali e collaborato (fin dalle prime recensioni su "Il Verri") a diverse riviste, in particolare a "Studi di estetica" del quale è stato uno dei promotori con Luciano Anceschi e altri, oltre che il direttore della collana a essa collegata di "Materiali per la storia dell'estetica".

## Opere
- La costituzione della poesia nelle artes del XII-XIII secolo, Zanichelli, Bologna, 1968
- Res ficta non facta. Il campo concettuale del commento, in "Studi di estetica", I, 1973, pp. 114-163
- Paul Oskar Kristeller, Il sistema moderno delle arti, Uniedit, Firenze, 1977; Alinea, Firenze, 1985 (a cura di)
- Ferdinand Brunetière, L'evoluzione dei generi nella storia della letteratura, Pratiche, Parma, 1980 (a cura di) ISBN 88-7380-046-7
- Prefazione a Herbert Spencer, Filosofia dello stile ed altri scritti sull'origine e la funzione delle arti, Alinea, Firenze, 1981
- Realismo, stile, disagio dei generi, in Retorica e classi sociali, Palazzo Maldura, Padova, 1981
- L'inventio nell'Ars Poetica latino-medievale, in Rhetoric Revalued, Center for Medieval & Early Renaissance Studies, Binghamton, 1982
- Discorsi sul romanzo, Alinea, Firenze, 1984 (a cura di)
- Profili e frammenti di idee estetiche, Mucchi, Modena, 1984 ISBN 88-7000-074-5
- Ennio Scolari, Quattro studi sull'estetica del positivismo e altri scritti, Mucchi, Modena, 1984 (a cura di, con Alessandro Serra)
- Questioni di lingua, questioni di teoria, in "Studi di estetica", XIII, 1, 1985, pp. 138-143
- Retorica e fenomenologia dell'arte, in Studi di retorica oggi in Italia, Pitagora, Bologna, 1987
- Tra esitazioni e saperi, Alinea, Firenze, 1989
- Lettura, numeri speciali di "Studi di estetica" 3/4 e 5, 1991 (a cura di)
- Premessa a Circolazioni del discontinuo: Proust, Bataille, Benjamin e altri, Alinea, Firenze, 1992
- Postfazione a Remy de Gourmont, Retorica e stile, Alinea, Firenze, 1995
- Davide Drudi, Interventi, raccolta di scritti, Alinea, Firenze, 1997 (a cura di, con Gian Piero Ghini e Liliana Rampello)
- Genere, La nuova Italia, Firenze, 1997 ISBN 88-221-2838-9
- Introduzione a Seminario sul racconto, a cura di Luigi Rustichelli, Lafayette, Bordighera, 1998
- Jean Paulhan, Il segreto delle parole, Alinea, Firenze, 1999 (a cura di)
- Premessa a Micla Petrelli, Dell'ideale. Alcune ovvietà dell'arte all'inizio del Novecento italiano, Alinea, Firenze, 2000
- Jean Paulhan, Esperienza del proverbio, Il capitello del sole, Bologna, 2000 (a cura di)
- Premessa a Riccardo Campi, Le conchiglie di Voltaire, Alinea, Firenze, 2001
- Seminario sulla citazione, LED, Milano, 2002 (contributi e promozione del convegno)
- Come le tigri azzurre. Cliché e luoghi comuni in letteratura, Il Saggiatore, 2003 ISBN 88-428-1014-2
- Poetica medievale tra Oriente e Occidente, Carocci, Roma, 2003 (a cura di, con Maurizio Pistoso)
- Scrittura, tra memoria e oblio, CLUEB, Bologna, 2003 ISBN 88-491-2145-8
- Postfazione a Claude-Edmonde Magny, Lettera sul potere di scrivere, Medusa, Milano, 2005
- intervista Parli com badi. Per un'ecologia del linguaggio, a cura di Beppe Sebaste, "L'Unità", 31 marzo 2004[3]
- Linguaggi dell'estetica, a cura di Liliana Rampello e Micla Petrelli, Alinea, Firenze, 2006 ISBN 88-8125-926-5